# Nasreddine Nabi
Nasreddine Nabi (arabe : نصر الدين نابي) né le 9 août 1965 à Monastir, est un joueur puis entraîneur de football tunisien.

## Biographie
Au cours de la saison 2021-2022, il signe un contrat avec le club tanzanien des Young Africans et les amène à remporter deux fois le championnat national, la coupe de Tanzanie et la Super Coupe de Tanzanie, et à atteindre la première finale africaine de leur histoire, lors de la coupe de la confédération 2022-2023, qu'ils perdent contre l'USM Alger.
Au cours de la saison 2023-2024, l'Association sportive des FAR le recrute pour deux saisons, succédant à Houcine Ammouta,. En juillet 2024, il devient l'entraîneur de l'équipe sud-africaine du Kaizer Chiefs FC.
En février 2025, il refuse le poste de sélectionneur de la Tunisie, alors qu'il est aussi en contact avec le Raja Casablanca.

## Palmarès
Young Africans
- Championnat de Tanzanie :
  - Vainqueur en 2022 et 2023
- Coupe de Tanzanie :
  - Vainqueur en 2022 et 2023
- Coupe de la confédération :
  - Finaliste en 2023

FAR Rabat
- Championnat du Maroc :
  - Vice-champion en 2024
- Coupe du Trône :
  - Finaliste en 2024

Kaizer Chiefs
- Coupe d'Afrique du Sud :
  - Vainqueur en 2025